# Internal Revenue Service
O Internal Revenue Service (IRS) é um serviço de receita do Governo Federal dos Estados Unidos. A agência faz parte do Departamento do Tesouro, sob a direção imediata do Commissioner of Internal Revenue. A IRS é responsável pela coleta de impostos e pela aplicação e interpretação Internal Revenue Code, o órgão do direito tributário nos Estados Unidos.
O nome do IRS vem do Commissioner of Internal Revenue, uma agência federal criada em 1862 para calcular o primeiro imposto sobre o rendimento do país para financiar a Guerra Civil dos EUA. A medida temporária financiou mais de um quinto das despesas militares da União antes de expirar uma década mais tarde. Em 1913, a Décima Sexta Emenda à Constituição dos EUA foi ratificada, autorizando o Congresso a impor um imposto sobre o rendimento e levando à criação do IRS. 
Para além de cobrar receitas e processar os infractores fiscais, o IRS emite decisões administrativas, tais como decisões sobre receitas e decisões por carta privada. Além disso, o Serviço publica o Internal Revenue Bulletin, que contém várias declarações do IRS. A autoridade de controlo dos regulamentos e decisões fiscais permite que os contribuintes se baseiem neles. 
O IRS é atualmente dirigido por Daniel Werfel, que se tornou Comissário do IRS em 13 de março de 2023. Sucedeu a Douglas O'Donnell, que tinha sido Comissário interino da Receita Federal após o mandato de Charles P. O mandato de Rettig como comissário terminou em 12 de novembro de 2022.
O IRS utiliza o teste de domicílio para determinar se um cidadão americano ou residente estrangeiro pode ser considerado um residente permanente de outro país ou países durante um período contínuo que inclua todo o ano fiscal.
Tal como acontece com todas as decisões administrativas, os contribuintes contestam por vezes a legalidade dos regulamentos e os tribunais invalidam por vezes uma regra quando a agência excedeu a sua autoridade. O IRS também emite declarações oficiais denominadas Procedimentos de Receita. 
Para além dos procedimentos acima referidos, o IRS também se envolve na elaboração de regras oficiais para fornecer a sua própria interpretação oficial de uma lei ou quando a própria lei determina que o Secretário do Tesouro se envolva nessa elaboração de regras.

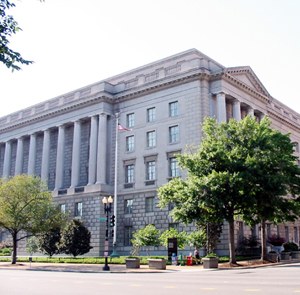
O edifício da IRS.

## Funções administrativas
O IRS publica formulários fiscais que os contribuintes devem selecionar e utilizar para calcular e declarar as suas obrigações fiscais federais. O IRS também publica uma série de formulários para as suas operações internas, tais como os formulários 3471 e 4228 (que são utilizados no processamento inicial das declarações de rendimentos).
O Serviço publica um Boletim da Receita Federal que contém várias declarações do IRS. A decisão, sob a forma de carta, é útil para o contribuinte a quem é emitida e fornece uma explicação da posição do Serviço sobre uma questão fiscal específica. Além disso, a decisão, sob a forma de uma decisão por carta em que o contribuinte se baseia razoavelmente, permite a renúncia a sanções por pagamento insuficiente do imposto.
O IRS pode também cobrar sanções civis, tais como impostos em atraso, juros e outras taxas.
O IRS também emite decisões formais denominadas Procedimentos de Receita. Orientam os contribuintes em vários processos, como a correção de erros fiscais anteriores. O próprio manual de operações internas do IRS, "Internal Revenue Manual", que descreve os procedimentos administrativos para o processamento e a auditoria de declarações fiscais em praticamente todas as circunstâncias. Por exemplo, o Internal Revenue Manual inclui procedimentos específicos para o processamento das declarações fiscais do Presidente e do Vice-Presidente dos Estados Unidos.
O U.S. Internal Revenue Service (IRS) supervisionou os programas de crédito para compra de casa e de crédito para compra de casa pela primeira vez introduzidos pelo governo federal de 2008 a 2010. Estes programas proporcionaram aos cidadãos americanos dinheiro para comprarem casas, independentemente da sua situação fiscal.